# Пьюзи, Джейсон
Джейсон Пьюзи (англ. Jason Pusey; 18 февраля 1989, Гибралтар) — гибралтарский футболист, защитник клуба «Европа Поинт». Выступал за сборную Гибралтара.

## Биография

### Клубная карьера
Воспитанник «Атлетико Мадрид», он покинул систему клуба в 2007 году, после чего отыграл сезон в команде «Кадис Б», а затем ещё два года провёл в любительском клубе «Атлетико Забал». В 2010 году Пьюзи приостановил игровую карьеру и вернулся в футбол только спустя два года, став игроком гибралтарской команды «Лайонс Гибралтар». В 2013 году перешёл в другой клуб «Глэсис Юнайтед», в котором также провёл лишь один сезон. В дальнейшем выступал за «Манчестер 62» и «Гибралтар Юнайтед», а в 2017 году подписал контракт с сильнейшим клубом страны «Линкольн Ред Импс», однако закрепиться в клубе не смог. В составе «Линкольна» Пьюзи принял участие только в двух матчах: одной игре чемпионата Гибралтара и в победном матче за Суперкубок против «Европы». По ходу сезона 2017/18 игрок был отдан в аренду на полгода в клуб «Гибралтар Феникс», с которым позже подписал полноценный контракт. Также был игроком клубов «Европа» и «Европа Поинт».

### Карьера в сборной
В 2015 году в составе сборной Гибралтара был участником Островных игр, на которых сыграл во всех 4 матчах, но занял с командой лишь 10 место.
В официальных матчах дебютировал за сборную Гибралтара 25 марта 2017 года в отборочном матче чемпионата мира 2018 против Боснии и Герцеговины (0:5), в котором вышел на замену на 53-й минуте вместо Кеннета Чиполины. Осенью того же года принял участие ещё в трёх матчах квалификации, но все они завершались поражением Гибралтара с разгромным счётом. В дальнейшем за сборную не играл, хотя вызывался на отборочные матчи чемпионата Европы 2020 в сентябре 2019 года.

## Достижения
«Линкольн Ред Импс»
- Обладатель Суперкубка Гибралтара: 2017

«Европа»
- Обладатель Суперкубка Гибралтара: 2019